# Сат-Ноу
Сат-Ноу (рум. Sat Nou) — село у повіті Ботошані в Румунії. Адміністративно підпорядковане місту Севень.
Село розташоване на відстані 396 км на північ від Бухареста, 28 км на північний схід від Ботошань, 106 км на північний захід від Ясс.

## Населення
За даними перепису населення 2002 року у селі проживали 150 осіб, усі — румуни. Усі жителі села рідною мовою назвали румунську.